# إصلاح التكلفة البيئية
إصلاح التكلفة البيئية أو الإصلاح المالي البيئي هو سياسة مالية لتعديل أسعار السوق لمراعاة التكاليف والفوائد البيئية؛ ويتم تحقيق ذلك من خلال استخدام أي شكل من أشكال الضرائب أو الدعم لتحفيز أو تثبيط الممارسات ذات التأثيرات البيئية.
توجد عوامل خارجية نوع من فشل السوق، عندما يغفل سعر السوق التكاليف و/أو الفوائد البيئية. في مثل هذه الحالة، يمكن أن تؤدي القرارات الاقتصادية العقلانية (المهتمة بالمصلحة الذاتية) إلى ضرر بيئي، فضلاً عن التشوهات الاقتصادية وانعدام الكفاءة.
يمكن أن يكون إصلاح التسعير البيئي على مستوى الاقتصاد بأكمله، أو أكثر تركيزًا (على سبيل المثال، محددًا لقطاع (مثل توليد الطاقة الكهربائية أو التعدين) أو قضية بيئية معينة (مثل تغير المناخ). " الأداة القائمة على السوق" أو "الأداة الاقتصادية لحماية البيئة" هي مثال فردي لإصلاح التسعير البيئي. وتشمل الأمثلة تحويل الضرائب الخضراء (الضرائب البيئية)، أو تصاريح التلوث القابلة للتداول، أو دعم أسواق الخدمات البيئية.